# Double mixte de badminton aux Jeux olympiques d'été de 2016
Pour un article plus général, voir Badminton aux Jeux olympiques d'été de 2016.
Navigation
Londres 2012 Tokyo 2020
Le tournoi de  double mixte de badminton aux Jeux olympiques d'été de 2016 de Rio de Janeiro se déroule au Riocentro du 11 au 17 août 2016.

## Format de la compétition
La compétition se déroule en 2 parties : une phase de poule et, à l'issue de celle-ci, une série de matches à élimination directe jusqu'à la finale.

## Têtes de séries
Il n'y a que 4 paires qui sont têtes de série.
| N° | Joueurs                                             | Résultat        | Élimination par                                        |
| -- | --------------------------------------------------- | --------------- | ------------------------------------------------------ |
| 1. | Zhang Nan / Zhao Yunlei (CHN)                       | 3e place        | en demi-finale : Tontowi Ahmad / Liliyana Natsir (INA) |
| 2. | Ko Sung-hyun / Kim Ha-na (KOR)                      | Quart de finale | Xu Chen / Ma Jin                                       |
| 3. | Tontowi Ahmad / Liliyana Natsir (INA)               | 1re place       | -                                                      |
| 4. | Joachim Fischer Nielsen / Christinna Pedersen (DEN) | 1er tour        | Élimination en poules                                  |

## Phase de poule
Qualifiés pour les quarts de finale.

### Groupe A
| Joueurs                              | MJ | G | P | SG | SP | Pts |
| ------------------------------------ | -- | - | - | -- | -- | --- |
| Zhang Nan / Zhao Yunlei (CHN) (1)    | 3  | 3 | 0 | 6  | 0  | 3   |
| Praveen Jordan / Debby Susanto (INA) | 3  | 2 | 1 | 4  | 3  | 2   |
| Lee Chun Hei / Chau Hoi Wah (HKG)    | 3  | 1 | 2 | 3  | 4  | 1   |
| Michael Fuchs / Birgit Michels (GER) | 3  | 0 | 3 | 0  | 6  | 0   |

| Date    | Paire 1          | Score               | Paire 2          |
| ------- | ---------------- | ------------------- | ---------------- |
| 11 août | Zhang / Zhao     | 21-19, 21-16        | Fuchs / Michels  |
| 11 août | Jordan / Susanto | 21-12, 19-21, 21-15 | Lee / Chau       |
| 12 août | Zhang / Zhao     | 21-16, 21-15        | Lee / Chau       |
| 12 août | Jordan / Susanto | 21-16, 21-15        | Fuchs / Michels  |
| 13 août | Zhang / Zhao     | 21-11, 21-18        | Jordan / Susanto |
| 13 août | Lee / Chau       | 21-17, 21-14        | Fuchs / Michels  |

### Groupe B
| Joueurs                                                 | MJ | G | P | SG | SP | Pts |
| ------------------------------------------------------- | -- | - | - | -- | -- | --- |
| Robert Mateusiak / Nadieżda Zięba (POL)                 | 3  | 2 | 1 | 4  | 4  | 2   |
| Xu Chen / Ma Jin (CHN)                                  | 3  | 2 | 1 | 5  | 4  | 2   |
| Chris Adcock / Gabrielle Adcock (GBR)                   | 3  | 1 | 2 | 4  | 5  | 1   |
| Joachim Fischer Nielsen / Christinna Pedersen (DEN) (4) | 3  | 1 | 2 | 4  | 4  | 1   |

| Date    | Paire 1                    | Score               | Paire 2               |
| ------- | -------------------------- | ------------------- | --------------------- |
| 11 août | Fischer Nielsen / Pedersen | 21-18, 23-21        | Mateusiak / Zięba     |
| 11 août | Xu / Ma                    | 13-21, 22-20, 21-15 | C. Adcock / G. Adcock |
| 12 août | Fischer Nielsen / Pedersen | 19-21, 24-22, 17-21 | C. Adcock / G. Adcock |
| 12 août | Xu / Ma                    | 21-13, 9-21, 19-21  | Mateusiak / Zięba     |
| 13 août | Fischer Nielsen / Pedersen | 24-22, 14-21, 16-21 | Xu / Ma               |
| 13 août | Mateusiak / Zięba          | 18-21, 27-25, 21-9  | C. Adcock / G. Adcock |

### Groupe C
| Joueurs                                   | MJ | G | P | SG | SP | Pts |
| ----------------------------------------- | -- | - | - | -- | -- | --- |
| Tontowi Ahmad / Liliyana Natsir (INA) (3) | 3  | 3 | 0 | 6  | 0  | 3   |
| Chan Peng Soon / Goh Liu Ying (MAS)       | 3  | 2 | 1 | 4  | 2  | 2   |
| Bodin Issara / Savitree Amitrapai (THA)   | 3  | 1 | 2 | 2  | 4  | 1   |
| Robin Middleton / Leanne Choo (AUS)       | 3  | 0 | 3 | 0  | 6  | 0   |

| Date    | Paire 1            | Score        | Paire 2            |
| ------- | ------------------ | ------------ | ------------------ |
| 11 août | Ahmad / Natsir     | 21-7, 21-8   | Middleton / Choo   |
| 11 août | Issara / Amitrapai | 13-21, 19-21 | Chan / Goh         |
| 12 août | Ahmad / Natsir     | 21-11, 21-13 | Issara / Amitrapai |
| 12 août | Chan / Goh         | 21-17, 21-15 | Middleton / Choo   |
| 13 août | Ahmad / Natsir     | 21-15, 21-11 | Chan / Goh         |
| 13 août | Issara / Amitrapai | 21-13, 21-18 | Middleton / Choo   |

### Groupe D
| Joueurs                             | MJ | G | P | SG | SP | Pts |
| ----------------------------------- | -- | - | - | -- | -- | --- |
| Ko Sung-hyun / Kim Ha-na (KOR) (2)  | 3  | 3 | 0 | 6  | 0  | 3   |
| Kenta Kazuno / Ayane Kurihara (JPN) | 3  | 2 | 1 | 4  | 2  | 2   |
| Jacco Arends / Selena Piek (NED)    | 3  | 1 | 2 | 2  | 4  | 1   |
| Phillip Chew / Jamie Subandhi (USA) | 3  | 0 | 3 | 0  | 6  | 0   |

| Date    | Paire 1         | Score        | Paire 2           |
| ------- | --------------- | ------------ | ----------------- |
| 11 août | Ko / Kim        | 21-14, 21-19 | Chew / Subandhi   |
| 11 août | Arends / Piek   | 14-21, 19-21 | Kazuno / Kurihara |
| 12 août | Ko / Kim        | 21-10, 21-10 | Arends / Piek     |
| 12 août | Chew / Subandhi | 6-21, 12-21  | Kazuno / Kurihara |
| 13 août | Ko / Kim        | 25-23, 21-17 | Kazuno / Kurihara |
| 13 août | Chew / Subandhi | 15-21, 19-21 | Arends / Piek     |

## Phase à élimination directe
|  | Quarts de finale | Quarts de finale        | Quarts de finale     | Quarts de finale | Quarts de finale |                      |    | Demi-finales | Demi-finales       | Demi-finales       | Demi-finales       | Demi-finales       |                    |  | Finales | Finales              | Finales | Finales | Finales | Finales | Finales |
|  |                  |                         |                      |                  |                  |                      |    |              |                    |                    |                    |                    |                    |  |         |                      |         |         |         |         |         |
|  | 1                | Zhang / Zhao (CHN)      | 21                   | 21               |                  |                      |    |              |                    |                    |                    |                    |                    |  |         |                      |         |         |         |         |         |
|  |                  | Kazuno / Kurihara (JPN) | 14                   | 12               |                  |                      |    |              |                    |                    |                    |                    |                    |  |         |                      |         |         |         |         |         |
|  |                  | Kazuno / Kurihara (JPN) | 14                   | 12               | 1                | Zhang / Zhao (CHN)   | 16 | 15           |                    |                    |                    |                    |                    |  |         |                      |         |         |         |         |         |
|  |                  |                         |                      |                  |                  | Zhang / Zhao (CHN)   | 16 | 15           |                    |                    |                    |                    |                    |  |         |                      |         |         |         |         |         |
|  |                  | 3                       | Ahmad / Natsir (INA) | 21               | 21               |                      |    |              |                    |                    |                    |                    |                    |  |         |                      |         |         |         |         |         |
|  | 3                | 3                       | Ahmad / Natsir (INA) | 21               | 21               | Ahmad / Natsir (INA) | 21 | 21           |                    |                    |                    |                    |                    |  |         |                      |         |         |         |         |         |
|  | 3                |                         |                      |                  |                  | Ahmad / Natsir (INA) | 21 | 21           |                    |                    |                    |                    |                    |  |         |                      |         |         |         |         |         |
|  |                  | Jordan / Susanto (INA)  | 16                   | 11               |                  |                      |    |              |                    |                    |                    |                    |                    |  |         |                      |         |         |         |         |         |
|  |                  |                         |                      |                  |                  |                      |    |              |                    |                    |                    |                    |                    |  | 3       | Ahmad / Natsir (INA) | 21      | 21      |         |         |         |
|  |                  |                         |                      | Chan / Goh (MAS) | 14               | 12                   |    |              |                    |                    |                    |                    |                    |  |         |                      |         |         |         |         |         |
|  |                  | Chan / Goh (MAS)        | 21                   | 21               |                  |                      |    |              |                    |                    |                    |                    |                    |  |         |                      |         |         |         |         |         |
|  |                  | Mateusiak / Zięba (POL) | 17                   | 10               |                  |                      |    |              |                    |                    |                    |                    |                    |  |         |                      |         |         |         |         |         |
|  |                  | Mateusiak / Zięba (POL) | 17                   | 10               |                  | Chan / Goh (MAS)     | 21 | 21           |                    |                    |                    |                    |                    |  |         |                      |         |         |         |         |         |
|  |                  |                         |                      |                  |                  | Chan / Goh (MAS)     | 21 | 21           |                    |                    |                    |                    |                    |  |         |                      |         |         |         |         |         |
|  |                  |                         | Xu / Ma (CHN)        | 12               | 19               |                      |    |              | Médaille de bronze | Médaille de bronze | Médaille de bronze | Médaille de bronze | Médaille de bronze |  |         |                      |         |         |         |         |         |
|  |                  | Xu / Ma (CHN)           | Xu / Ma (CHN)        | 12               | 19               | 21                   | 21 |              | Médaille de bronze | Médaille de bronze | Médaille de bronze | Médaille de bronze | Médaille de bronze |  |         |                      |         |         |         |         |         |
|  |                  | Xu / Ma (CHN)           |                      |                  |                  | 21                   | 21 |              |                    |                    |                    |                    |                    |  |         |                      |         |         |         |         |         |
|  | 2                | Ko / Kim (KOR)          | 17                   | 18               |                  |                      |    |              |                    |                    |                    |                    |                    |  | 1       | Zhang / Zhao (CHN)   | 21      | 21      |         |         |         |
|  |                  |                         |                      |                  |                  |                      |    |              |                    |                    |                    |                    |                    |  |         | Xu / Ma (CHN)        | 7       | 11      |         |         |         |